# شوروب، بوتسوانا
شوروب (به انگلیسی: Shorobe) شهری در ناحیهٔ شمال غربی کشور بوتسوانا است که در سال ۲۰۰۰ میلادی ۳٬۳۳۳ نفر جمعیت داشته که از این تعداد، ۱٬۶۲۸ نفر مرد و ۱٬۷۰۵ نفر زن بوده‌اند.